# Gotarzes II.

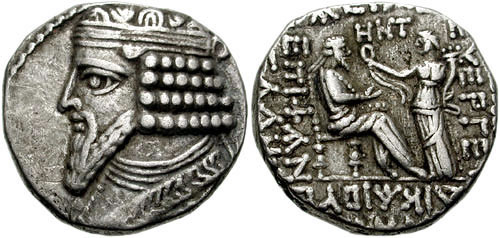
Münze von Gotarzes II.

Gotarzes II. († 51) war ein parthischer König, der von 45 bis 51 n. Chr. regierte. Er erhob sich wohl im Jahr 43 gegen seinen Bruder Vardanes. Allerdings ist das verwandtschaftliche Verhältnis aufgrund widersprüchlicher Quellenaussagen unklar.
Um 40 n. Chr. kam es zu einer vorläufigen Einigung und die Brüder teilten sich das Partherreich, wobei Gotarzes II. vor allem die nördlichen Provinzen erhielt. Es kam jedoch wieder zu Streitigkeiten zwischen den beiden Brüdern, aus denen Gotarzes II. als Sieger hervorging, nachdem Vardanes im Jahr 38 ermordet wurde. Gotarzes II. hatte daraufhin mit einem weiteren Gegenkönig zu kämpfen: Meherdates. Diesen konnte er schließlich besiegen, tötete ihn aber nicht, sondern ließ ihm die Ohren abschneiden. Das Ereignis wurde auf einem Felsrelief in Behistun gefeiert. Gotarzes II. starb im Jahr 51.